# Martînivka, Dubno
Martînivka (în ucraineană Мартинівка) este un sat în comuna Șepetîn din raionul Dubno, regiunea Rivne, Ucraina.

## Demografie
Componența lingvistică a localității Martînivka
     Ucraineană (99,47%)
     Alte limbi (0,53%)
Conform recensământului din 2001, majoritatea populației localității Martînivka era vorbitoare de ucraineană (99,47%), existând în minoritate și vorbitori de alte limbi.